# Florence Nightingale
Florence Nightingale (Firenca, 12. svibnja 1820. – London, 13. kolovoza 1910.), bila je engleska bolničarka, statističarka i utemeljiteljica modernog sestrinstva.
Florence Nightingale postigla je prepoznatljivost kroz obuku medicinskih sestara na terenu tijekom Krimskog rata gdje je organizirala zdravstvenu njegu za ranjene vojnike. Kroz svoj rad postala je poznata kao "Dama s lampom (Eng. The Lady with the Lamp)" zbog redovitih obilaska ranjeničkih kreveta tijekom noći.
Nedavna istraživanja pokazuju da su njezine zasluge tijekom Krimskog rata poprilično prenapuhane tadašnjim medijima, no njezina istaknuta uloga u poslijeratnoj uspostavi profesionalnog sestrinstva je neupitna. Godine 1860., Nightingale postavlja temelje modernog sestrinstva uspostavom sestrinske škole u bolnici Sv. Toma u Londonu. Bila je to prva sekularna škola svoga tipa i sada je dio Kraljevskog koledža u Londonu. Njezine društvene reforme uključuju poboljšanje zdravstvenih uvjeta u svim dijelovima britanskog društva, zalaganje za veću hranidbenu pomoć Indiji, rad u aboliciji protuprostitutskih zakona koji su teško pogađali žene, te proširenje uloge žena u radnoj snazi.
Nightingale je bila vrlo produktivna spisateljica čija su djela bila većinom vezana za medicinu. Mnoga djela su pisana jednostavnim engleskim jezikom kako bi bila razumljiva onima s nižim stupnjevima pismenosti. Nightingale je bila i pionir u korištenju infografika, efektivno koristeći vizualni prikaz statističkih podataka. Velika većina njezinog rada objavljena je poslije njezine smrti.

## Rani život
Florence Nightingale rođena je 12. svibnja 1820. u bogatom kućanstvu više klase društva u Firenzi, Italiji, te je po tom gradu i dobila ime. Njezina se obitelj kasnije, 1821., preselila natrag u Englesku.
Florence je naslijedila mnoge liberalne i humanističke ideje od svojih roditelja. Njezini su roditelji bili William Nightingale (1794. – 1874.) i Frances ("Fanny") Nightingale Smith (1789. – 1880.). Florencin djed s majčine strane, William Smith, bio je poznati abolicionist i unitarist.
Kroz mladost nije pokazala mnogo brige za žensku aristokraciju Engleske, te je mnogo vremena provodila s pariškom domaćicom Mary Clarke, prema kojoj je gajila simpatije. Od Clarke je preuzela tada revolucionarno mišljenje jednakosti žena i muškaraca. Mnogo je vremena provodila u društvu muških intelektualaca koji su imali pristup znanju i edukaciji koje je ženama bilo uskraćeno.
Kroz djetinjstvo njezina je obitelj pokazala nezadovoljstvo Florencinim interesima u sestrinstvu i medicini, što ju nije spriječilo ulasku u zanimanje 1844. godine. Negirajući negodovanja svoje majke i sestre, Florence se bunila protiv ideje da žena njezina statusa mora biti udata majka. Nightingale je teško radila na samoedukaciji u znanosti i medicini.

## Krimski rat
Florence Nightingale je najpoznatija po svojoj ulozi u Krimskom ratu, koji je i postao njezina glavna točka rada nakon objavljenih statistika o smrtnosti i stanju ranjenika. 21. listopada 1854., Florence i grupa od 38 sestara volunterka, koje je sama podučavala, te 15 katoličkih sestara su poslane u Osmansko carstvo.
Nightingale je ranog studenog 1854. godine stigla u Scutari u blizini Istanbula). Njezin tim je došao do zaključka da je jedan od uzroka loše njege za vojnike bio manjak sestara. Manjak lijekova te zanemarivani osnovni standardi higijene su bili uzrok čestih i smrtonosnih infekcija. Postajao je i nedostatak hrane i alata za njegu ranjenika.
Nakon Nightingaleinog prijedloga The Timesu za vladino rješenje problema lošeg stanja same bolnice, Britanska je vlada zaposlila grupu koja bi dizajnirala novu bolnicu koja bi bila brodom dostavljena u Dardanele. Iz toga je nastala Renkioki bolnica čija je stopa smrtnosti bila 1/10 one u Scutanariju.
Stephen Paget je, u svojoj knjizi Dictionary of National Biography, predložio da je Nightingale smanjila stopu smrtnosti s 42% na 2%, kroz svoje metode higijene ili kroz prijedlog The Timesu.
Tijekom svoga rada u Scutinariju, preminulo je 4 077 vojnika. Deset puta više od toga je preminulo zbog bolesti poput tifusa, Kolere i dizenterije. Zbog prenapućenosti, deficitne kanalizacije i nedostatka ventilacije, Britanska je vlada 1855. u Scutinari poslala Sanitarnu komisiju, skoro šest mjeseci nakon Nightingaleinog dolaska. Komisija je popravila kanalizaciju i poboljšala ventilaciju. Smrtnost je nakon toga oštro pala, i u stvarnosti Florence Nightingale nikada nije za to preuzela zasluge.

## Dama s Lampom
Tijekom Krimskog rata, Nightingale je dobila nadimak "Dama s lampom" ("The Lady with the Lamp") zbog izvještaja The Timesa.
Fraza je dalje pospješena pjesmom Henryja Longfellowa iz 1857. pod imenom "Santa Filomena":
A lady with a lamp I see

Pass through the glimmering gloom,

## Kasnija karijera
Na Krimu, 29. studenog 1855., osnovan je Nightingale fond koji će služiti za obrazovanje medicinskih sestara. Fond je dobio ime po Florence Nightingale radi njezinih zasluga u ratu. Prikupio je veliku kolićinu donacija.
Nightingale je tako prikupila £45,000 te osnovala Nightingale Training School u Bolnici Sv. Toma 9. srpnja 1860. Bolnica je sada poznata kao Florence Nightingale School of Nursing and Midwifery, te je dio King's College Londona.
Nightingale je napisala Notes on Nursing ( (1859.). Knjiga će postati kurikulum mnogih tadašnjih škola za sestrinstvo.
Knjiga Notes on Nursing je doživjela veliki uspjeh te je postala poznata kao uvod u sestrinstvo. Nightingale je ostatak života provela pospješujući i istraživajući sestrinstvo.
Jedna od Nightingaleinih glavnih postignuća je bila implementacija profesionalnih i educiranih sestara u civilno društvo. To je značilo da za bolesne više nisu brinuli bližnji ili časne sestre, nego već profesionalne medicinske sestre.
Od 1857. nadalje, Nightingale je postala invalidna te do kraja života prikovana za krevet. Najvjerojatniji uzrok je bruceloza. Smatra se da je Nightingale obolila od vrlo jakog soja bruceloze, te su se simptomi te bolesti u njoj počeli smanjivati tek krajem 19. stoljeća. Florence Nightingale je ostala nevjerojatno produktivna u svojim radovima, bez obzira na bolest. Tijekom svojih godina vezanih za krevet postala je i pionir u planiranju bolnica, a njezin se rad brzo proširio kroz Englesku i cijeli svijet. U kasnijim godinama života je njezina produktivnost pala zbog sljepoće i pogoršanja mentalne kondicije.